# Pedicularis cenisia
Pedicularis cenisia är en snyltrotsväxtart som beskrevs av Jean François Aimée Gottlieb Philippe Gaudin. Pedicularis cenisia ingår i släktet spiror, och familjen snyltrotsväxter. Inga underarter finns listade i Catalogue of Life.

## Bildgalleri

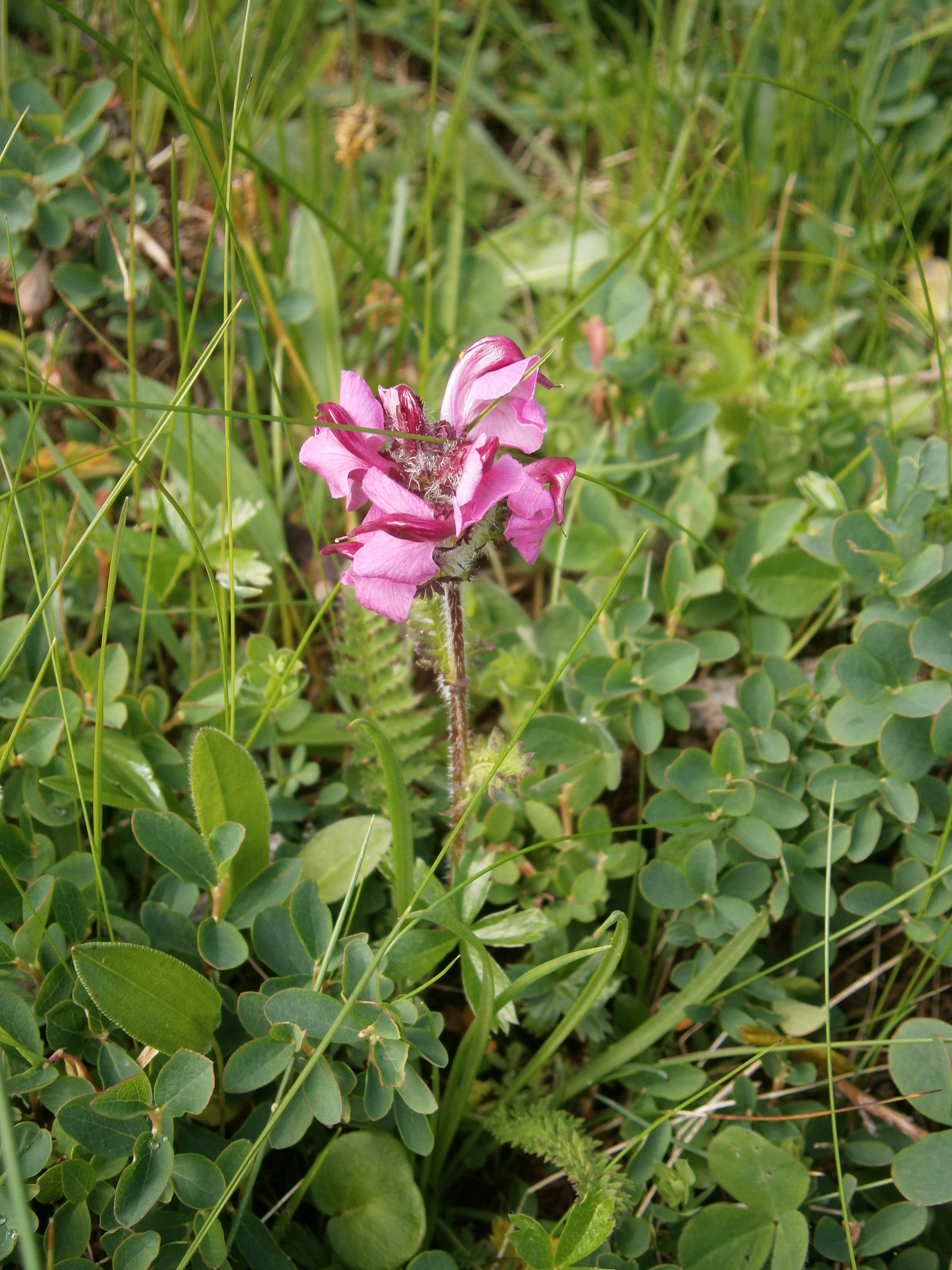
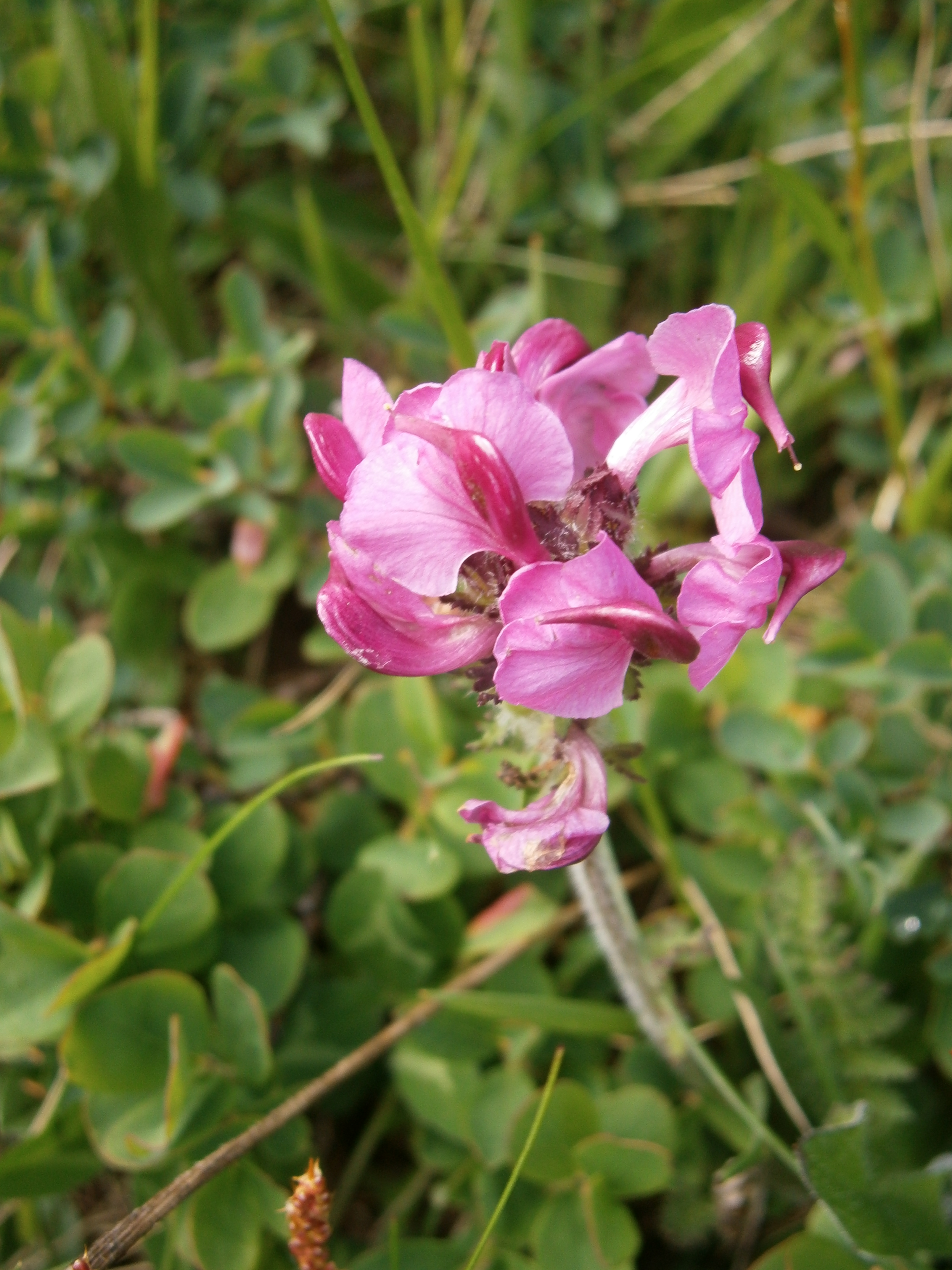
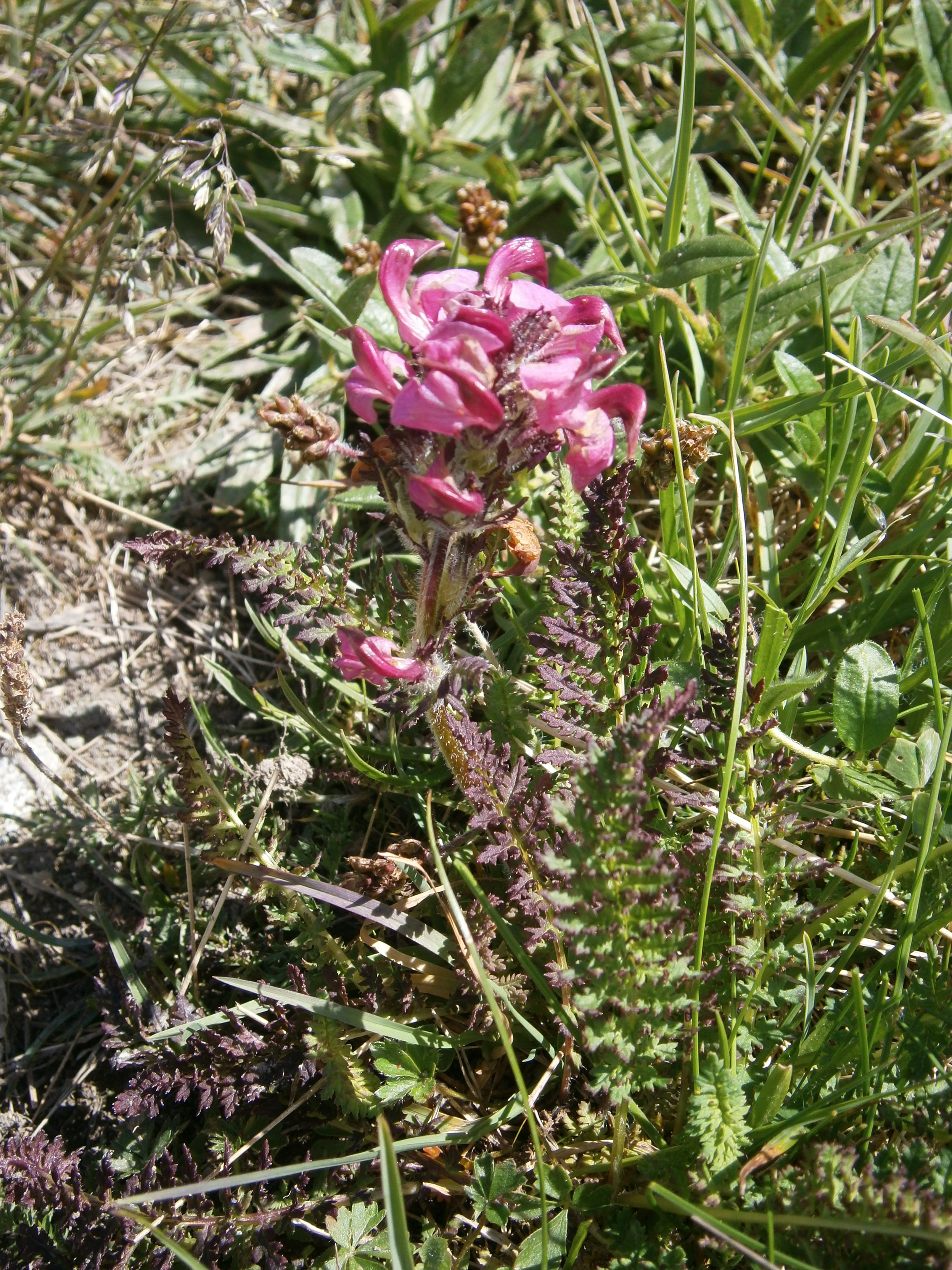
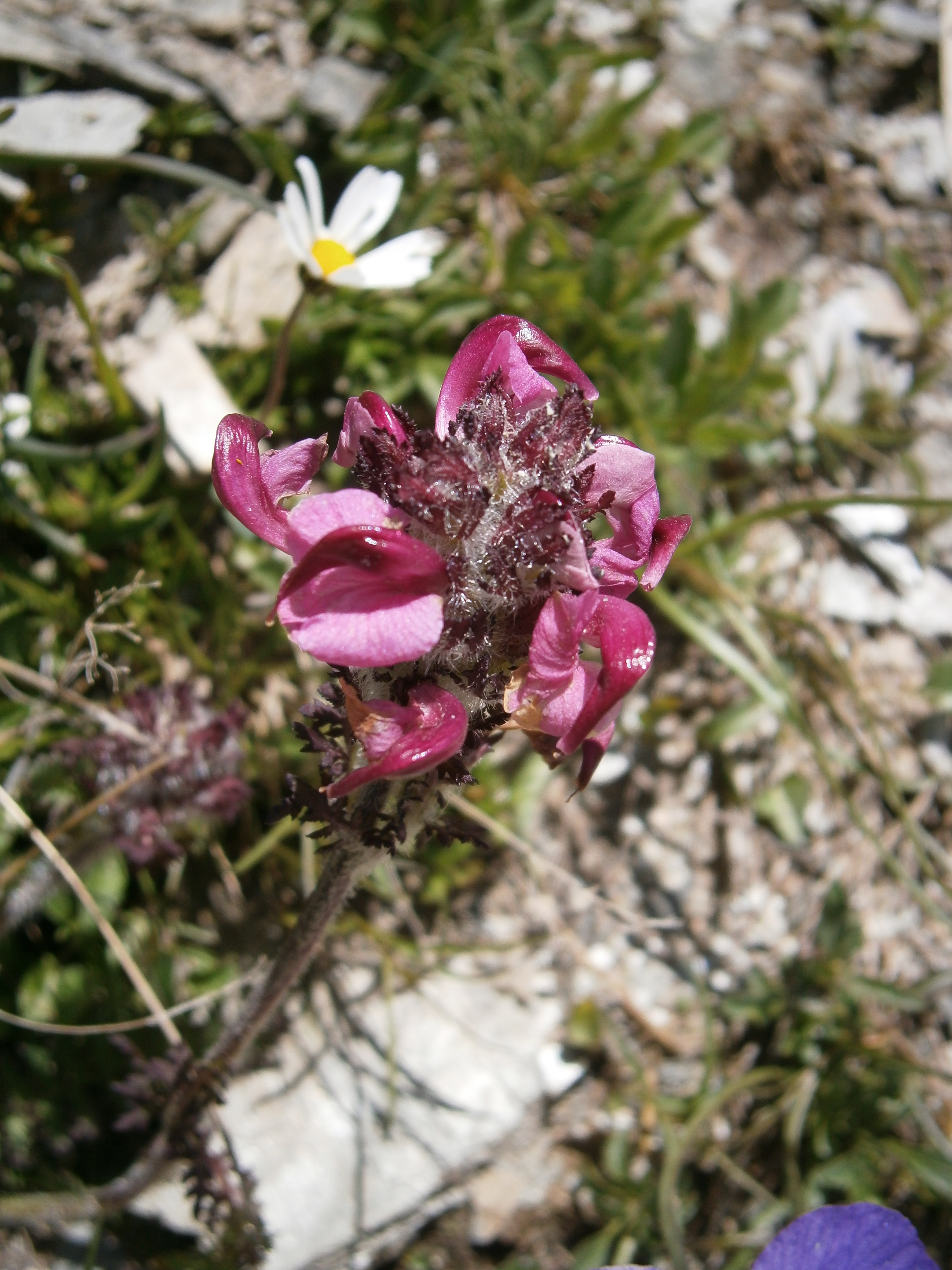